# 扎多韋
52°3′4″N 32°40′3″E / 52.05111°N 32.66750°E
扎多韋（烏克蘭語：Жадове），是烏克蘭北部的村莊，隸屬切爾尼希夫州的諾夫霍羅德-錫韋爾斯基區。該村始建於1650年，面積2.29平方公里，海拔高度163米，2001年人口2,034，人口密度每平方公里888.2人。